# Mozoワンダーシティ

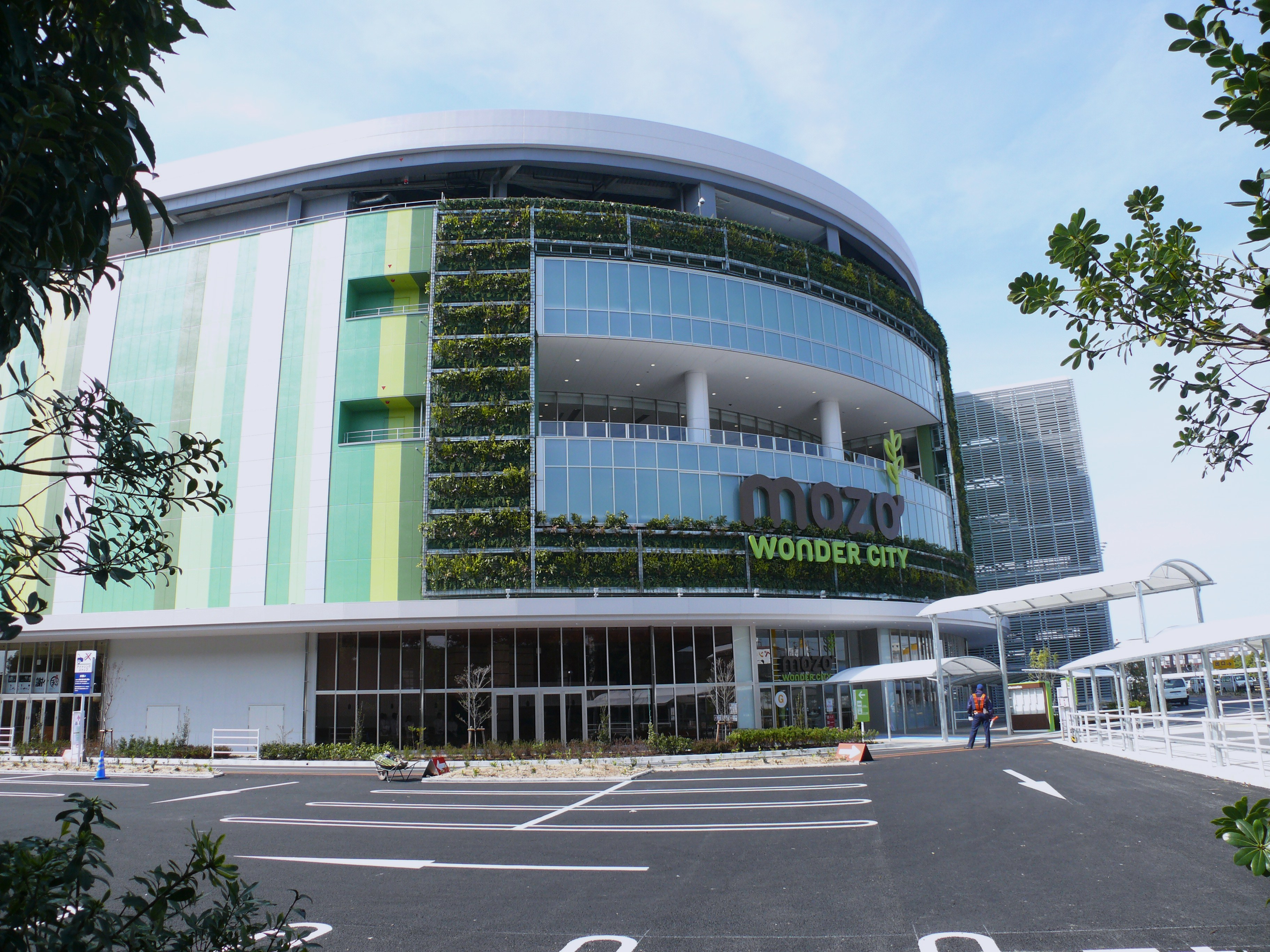
G入口側（2009年4月3日）

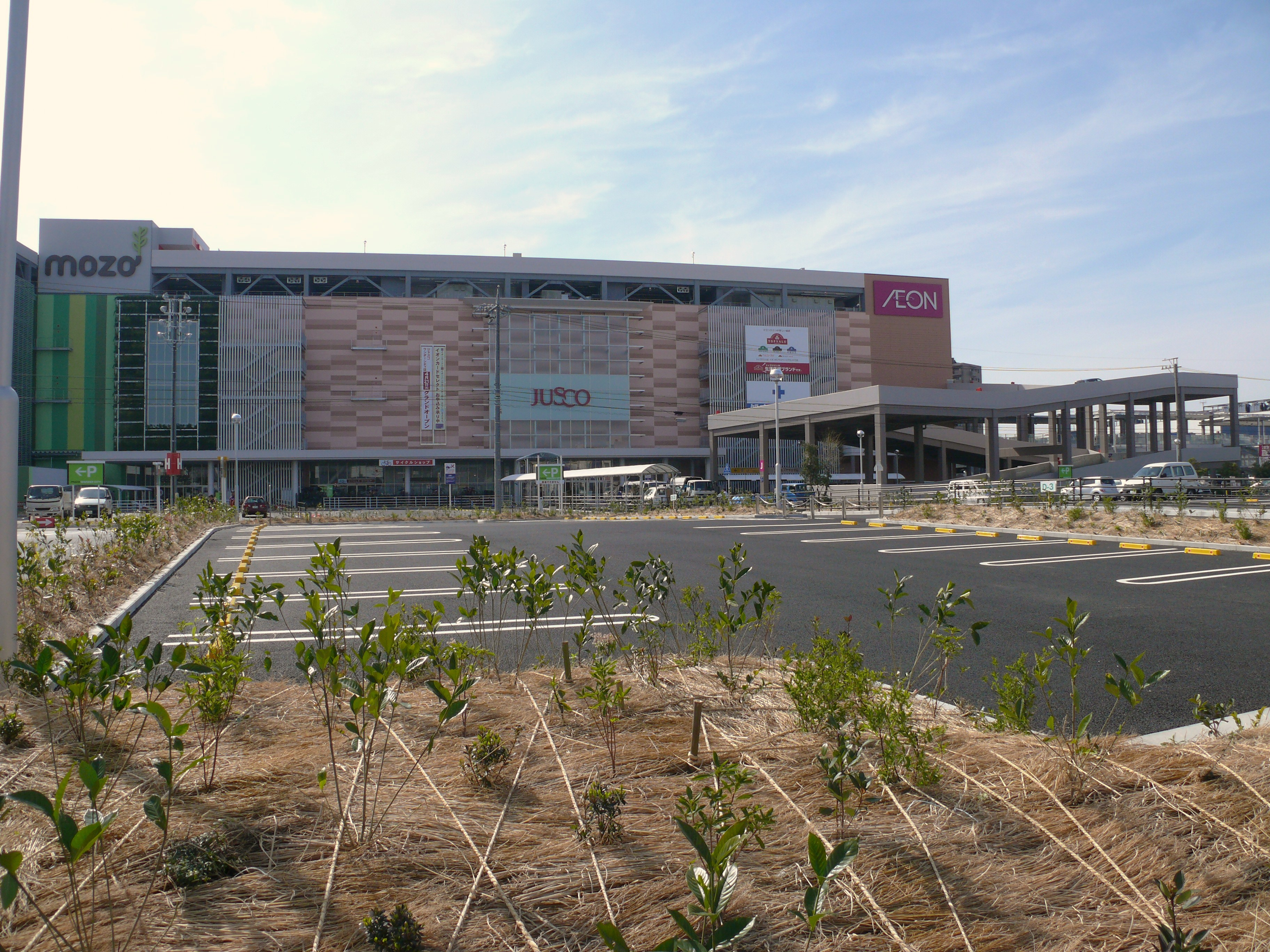
イオンワンダーシティ店側から（2009年4月3日）

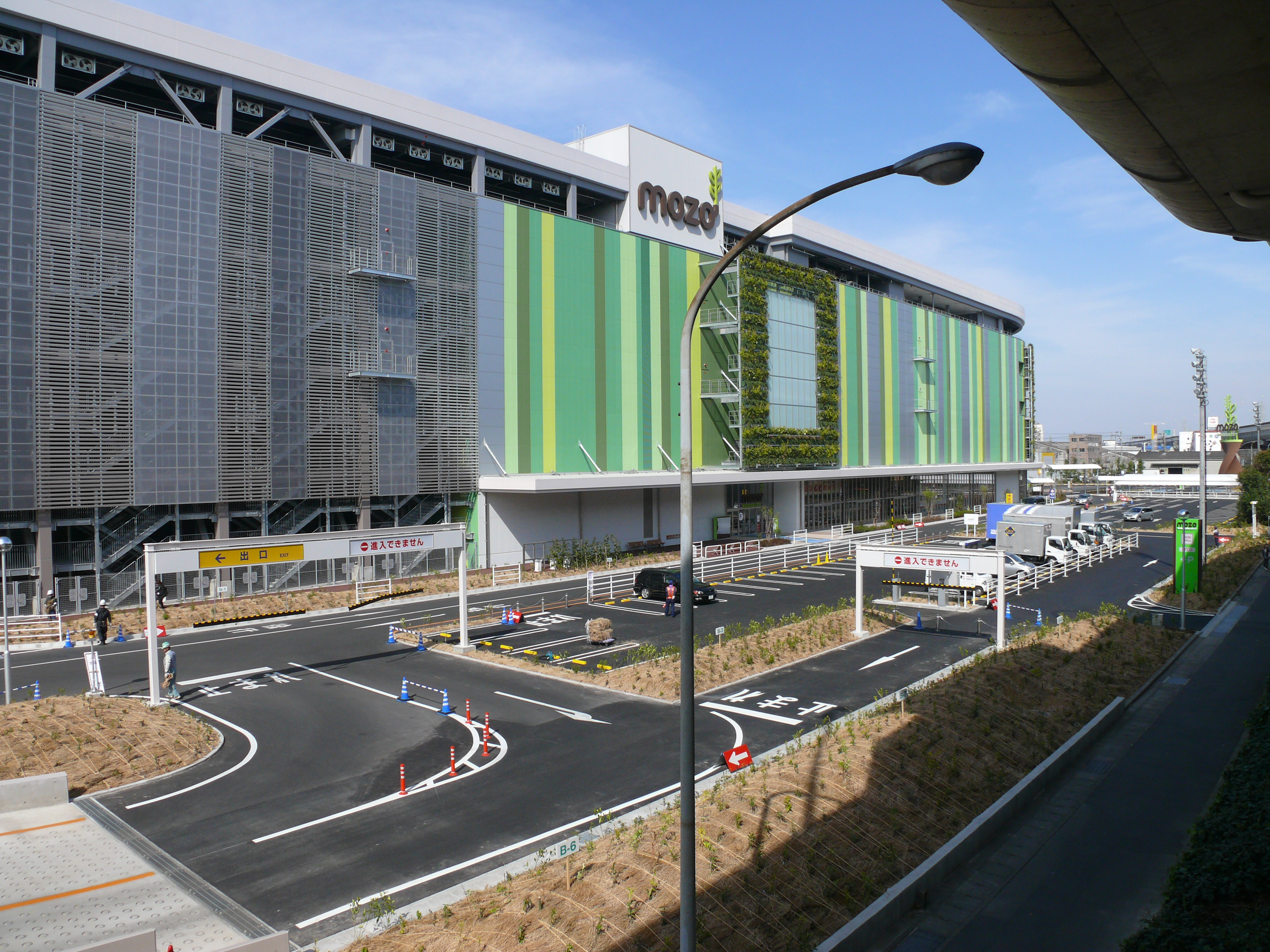
F入口側（2009年4月3日）

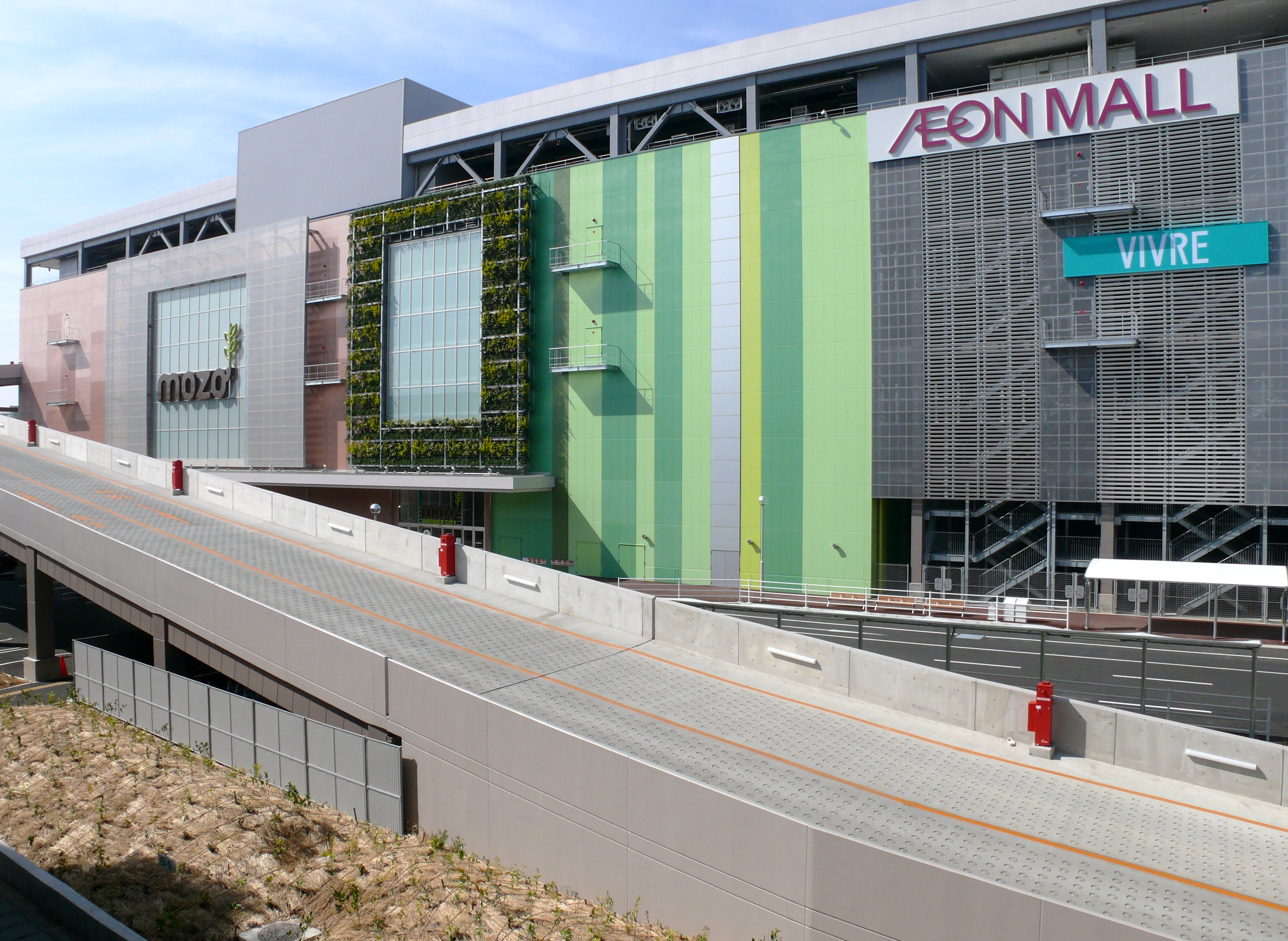
E入口側（2009年4月3日）
手前は5F・RF立体駐車場スロープ

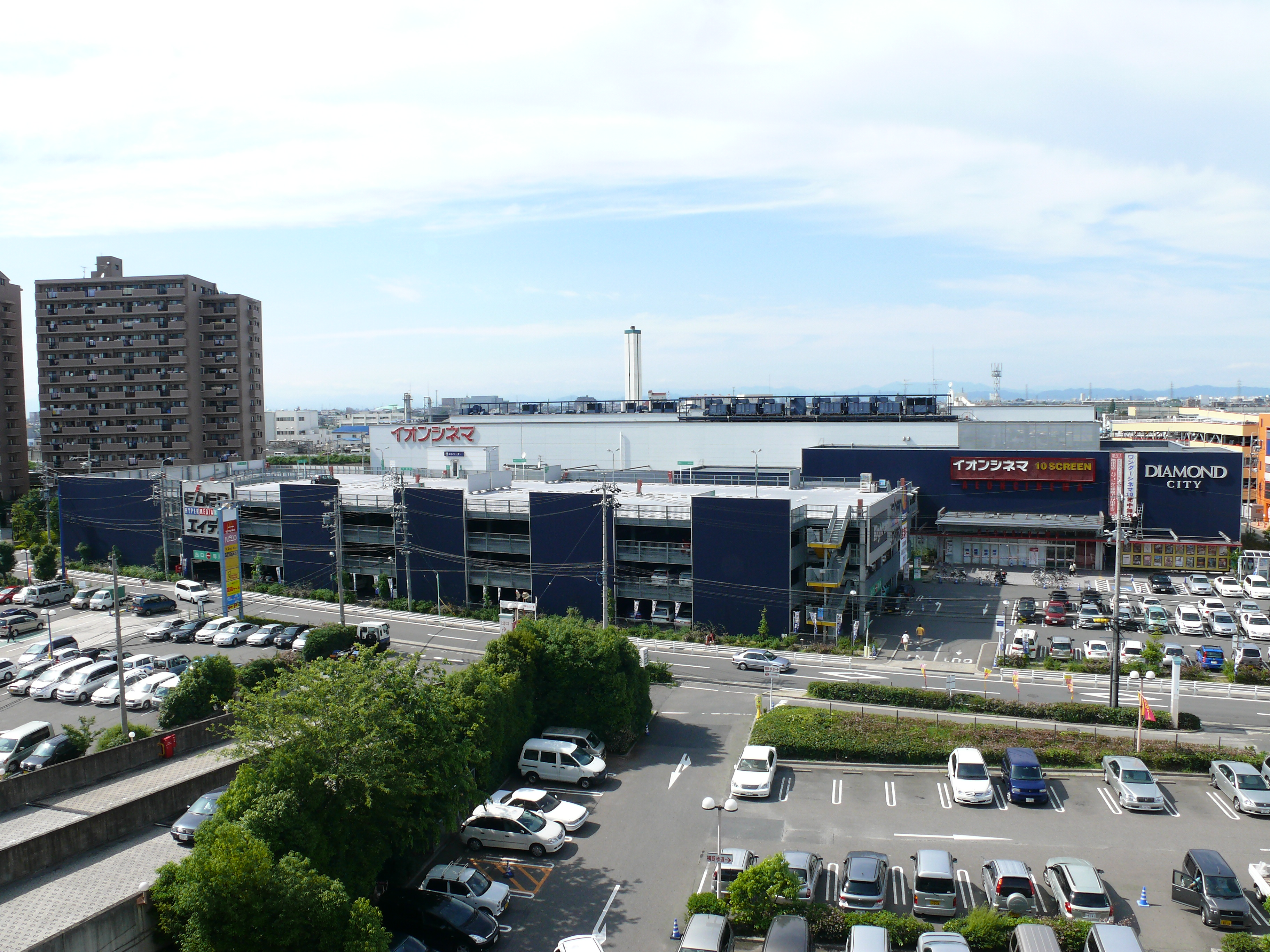
シネマ棟（旧ダイヤモンドシティ・ワンダーシティ本館から撮影）

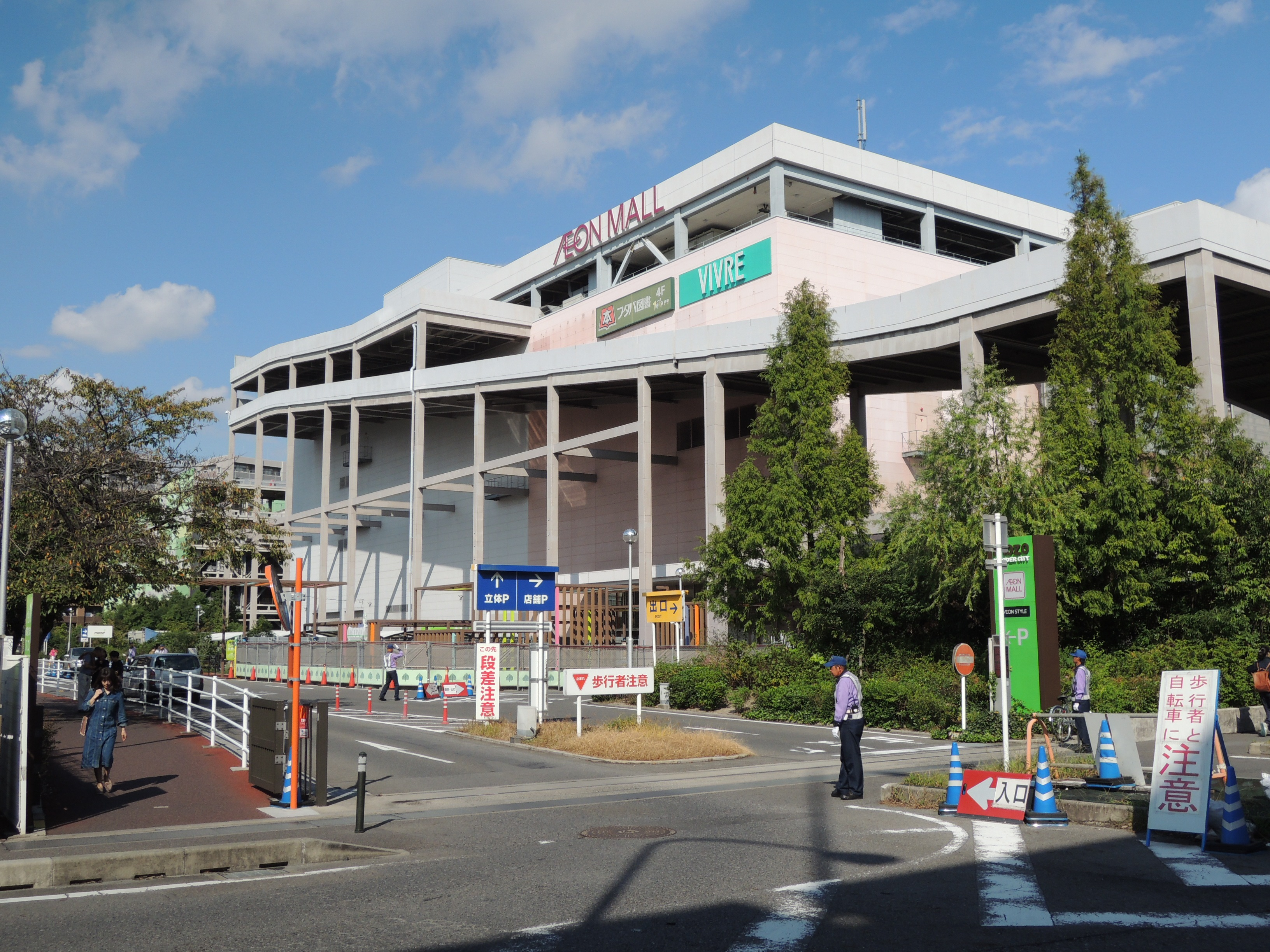
D1入口側（2018年10月14日）

mozoワンダーシティ（モゾ・ワンダーシティ、英：mozo wonder city）は、愛知県名古屋市西区二方町に所在するイオンモール運営のモール型ショッピングセンター。

## 概要

### 店舗
1994年（平成6年）開業のワンダーシティ（後のイオンモール名古屋ワンダーシティ、以下「イオン名古屋WC」と表記）の建て替え・改装店舗として、2009年（平成21年）にオープン。イオン名古屋WCと同じく三菱商事グループとイオンモール（イオングループ）の共同で建て替えが行われた。
10万平方メートルを超す敷地に、イオンと約230の専門店からなる本棟（店舗棟）、イオンシネマなどからなるシネマ棟、グンゼスポーツクラブなどからなるスポーツ棟で構成され、愛知県内の郊外型SCとして最大級の規模を誇る。2013年（平成25年）2月現在の総賃貸面積は101,000m2（シネマ棟を除く）であり、2023年（令和5年）4月時点でイオンモールの中ではイオンレイクタウン、イオンモール幕張新都心、イオンモール新利府に次ぐ4番目と、最大クラスのグループに入る。なお、名古屋市大規模小売店舗届出一覧では、73,446m2と記載されており、複数の商業施設を一括で申請しているものを除けば、名古屋市内では最大クラスとなる。
開設時からLED光源の積極活用や壁面緑化など、環境配慮の設備を取り入れており、2010年（平成22年）9月には、壁面緑化で都市緑化技術開発機構の第9回屋上・壁面・特殊緑化技術コンクールの国土交通大臣賞を受賞している。また、2014年（平成26年）11月11日には商業施設REITで初のDBJ Green Building認証を取得した。

### 周辺環境
名古屋環状2号線（名古屋第二環状自動車道および国道302号）に隣接しているほか、名鉄犬山線・名古屋市営地下鉄鶴舞線 上小田井駅から徒歩で約5分、JR東海交通事業城北線 小田井駅より徒歩で約7分の場所にある。
周辺にはマンションや住宅地が多く、元来は工業地域であるため、山崎製パンの名古屋工場などとも隣接・近接している。

### 施設の位置づけと管理会社
前述の通り、開店当初より三菱グループとイオングループが共同で店舗開発を行ったSCである。施設の所有は、本棟とスポーツ棟と、シネマ棟で異なる。本棟は、三菱商事から日本都市ファンド投資法人に資産譲渡され、イオンモールがそれらから委託を受けて運営している。一方で、シネマ棟は、三菱HCキャピタルが所有している。なお、土地建物の資産管理については、ショッピングセンター建設前にあった工場（三菱商事グループの「愛知紡績」）の後身である「ザイマックスアルファ」（グループ再編で現在は「ザイマックス東海」）が受託している。以上の関係性から、ショッピングセンターの事業者は、日本都市ファンド投資法人で、運営面も三菱グループが主体であるため「イオンモール」のブランドを掲げておらず、セールやイベントなどの企画もイオンモールとは異なっている（ただし、一部は、同内容、同一企画を実施する場合もある）。
名古屋市への地域貢献活動実施状況報告書は、三菱ＨＣキャピタルエステートプラス株式会社が提出している。

## 開店までの経緯
旧本館・別棟（ワンダースクエア、センタービル等）の閉鎖後にスクラップアンドビルドで新本棟を建築。別棟として既設されている建物のうち、スポーツ棟は旧本館の閉店時に移転継続営業先として2007年に開設されていたものである。また、シネマ棟は旧本館の営業期間中の2000年に完成したが、新本棟の建設中は、1階部分へジャスコワンダーシティ食品館が仮入居していたほか、完成後は2階層がペデストリアンデッキで接続され、ジャスコワンダーシティ食品館は、新本棟完成後ジャスコワンダーシティ店（現在　イオンスタイルワンダーシティ店）の食料品売り場として移転した。

## 歴史

### 2007年（平成19年）
- 8月20日 - ダイヤモンドシティ（現在のイオンモール）とアイテックス（旧愛知紡績、現在のザイマックス東海）が運営管理した旧館の営業が終了[新聞 1]。
- 8月31日 - 施設を保有する日本リテールファンド投資法人(現在の日本都市ファンド投資法人)が、リニューアル工事の実施に伴って「ワンダーシティ21」として所有する建物・土地（スポーツ棟を含む）を、原資産管理者である三菱商事へ再売却[新聞 5][注釈 7]。

### 2009年（平成21年）
- 1月19日 - 新SCの看板表記をmozoワンダーシティとすることを発表[WEB 10]。
- 2月28日 - 届出店舗名が上小田井ショッピングセンターに変更（届出店舗のワンダーシティ21とワンダーシネマ10が統合する形）。
- 3月5日 - グランドオープン日を4月21日とすることを発表[WEB 11]。
- 4月21日 - グランドオープン[新聞 1]。名古屋開府400年祭のキャラクターなどが参加し、開設記念式典を開催。

### 2011年（平成23年）
- 3月1日 - イオン株式会社のブランド再編に伴い、「ジャスコワンダーシティ店」から「イオンワンダーシティ店」と店舗名称が変更される[新聞 6]。
- 10月3日 - 三菱商事[注釈 8]が、本棟、立体駐車場棟、スポーツ棟（シネマ棟以外の建物）およびその敷地の所有権（本ショッピングセンターを信託財産とする不動産信託受益権の準共有持分）の10%を系列の不動産投資信託子会社、日本リテールファンド投資法人（JRF）へ信託譲渡[WEB 12]。

### 2012年（平成24年）
- 9月15日 - エディオンの店舗ブランド統合に伴い「エイデン小田井モゾワンダーシティ店」から「エディオン小田井モゾワンダーシティ店」に変更される。
- 10月2日 - 三菱商事[注釈 8]が、本棟、立体駐車場棟、スポーツ棟（シネマ棟以外の建物）およびその敷地の所有権（本ショッピングセンターを信託財産とする不動産信託受益権の準共有持分）の50%を系列の不動産投資信託子会社、日本リテールファンド投資法人（JRF）へ信託譲渡[WEB 13]。

### 2014年（平成26年）
- 10月1日 - 三菱商事[注釈 8]が、本棟、立体駐車場棟、スポーツ棟（シネマ棟以外の建物）およびその敷地の所有権（本ショッピングセンターを信託財産とする不動産信託受益権の準共有持分）の20%を系列の不動産投資信託子会社、日本リテールファンド投資法人（JRF）へ信託譲渡[WEB 14]。

### 2015年（平成27年）
- 9月15日 - 三菱商事[注釈 8]が、本棟、立体駐車場棟、スポーツ棟（シネマ棟以外の建物）およびその敷地の所有権（本ショッピングセンターを信託財産とする不動産信託受益権の準共有持分）の20%を系列の不動産投資信託子会社、日本リテールファンド投資法人（JRF）へ信託譲渡し、全施設の所有権の譲渡が完了[WEB 15]。
- 9月18日 - リニューアルオープン。直営店舗の「イオン」は、オープン前に2日閉店し改装工事を行い「イオンスタイル」ブランドの店舗に移行した。専門店は、全230店舗のうち、163 店舗（新店80 店舗、改装・移転 83 店舗）が半年かけて新しくなった。「mozo 公園」をコンセプトに、東西の共有部分（イベントスペース）をはじめ通路の中央部などにベンチを兼ねたオブジェ「mozo tree」を設置し、通路にはグリーンタイルカーペットを敷くなど、環境デザインの刷新を行った。また、館内のほぼ全域にFree-Wifiを整備した。また、従来は「mozo de スロット」でメンバーズカードのポイントに応じて参加できるスロットマシーンでの金券発行（くじ）だったが、ポイントがそのまま商品割引につながる新メンバーズカードへ移行した。

### 2018年（平成30年）
- 同年1月から2度目の改装・テナントの入れ替えを実施。同年の秋まで実施される予定である[WEB 16]。

### 2019年（令和元年）
- 同年9月から10月にかけ、テナントの入れ替えを実施[WEB 17]。

### 2020年（令和2年）
- 3月2日 - この日より営業時間が短縮される[WEB 18]。

## 店舗構成
本棟はイオンスタイルワンダーシティ店を核店舗として、準核店舗にハンズ、OPA（紀伊國屋書店・島村楽器・新星堂などが入居）、ACTUS、ZARA、PETEMO、GiGO（旧 セガ）、ユニクロ、niko and...、無印良品、Francfranc、スポーツデポ、ザ・ダイソーなどが入居している。専門店街は各階層ごとに業種や取扱い品目が分けられ、1階が衣料品・食品、2階は衣料品、3階は子供・家族関連、4階はスポーツや文化関連となっている。
2階の連絡橋で本棟2階と連絡されているシネマ棟には、イオンシネマ・ワンダー（10スクリーンのシネマコンプレックス）やエディオンが入居している。地上通路で本棟と連絡しているスポーツ棟にはスポーツクラブなどが入居している。
また、イオン寄りに「イーストコート」、ZARA レディス・ジェラートピケ寄りに「ウエストコート」と呼称する催事場があり、コンサートや季節特売などの催事に活用されている。

## 将来構想

### リニューアル事業
1994年（平成6年）に開業した店舗の全面建て替えのリニューアル事業は2009年（平成21年）に完了しているが、その後上記の年表の通り2015年（平成27年）9月に施設内店舗の大規模リニューアルを実施。他にも下記の増床構想が示されている。

### 増床計画
シネマ棟の増床（3階部追加）構想がある（名古屋市への申請書の注釈として記載）ほか、本館棟横の立体駐車場棟の1階は店舗化が可能なように天井が高く作られている。

## 交通アクセス
パークアンドライドを推進。名鉄・地下鉄各駅周辺の指定駐車場から公共交通を利用した場合、買い物金額に応じて駐車料金を助成する制度を実施している。また、manacaで上小田井駅まで公共交通を利用した場合は「mozoエコポイント」を進呈し、基準数に達した場合は交通費を助成する制度も実施している。
名鉄犬山線・名古屋市営地下鉄鶴舞線
- 上小田井駅
  - 北口改札より東に徒歩で約5分。
  - 南口より週末のみ、本棟前行きの無料シャトルバスが運行されていたが、2021年（令和3年）3月28日をもって運行を終了した。

JR東海交通事業城北線
- 小田井駅 - 北に徒歩で約10分。

名古屋第二環状自動車道（名二環）
- 西からは平田インターチェンジ - 約5分。
- 東からは山田東インターチェンジ - 約5分。

駐車場
- 駐車場は5140台完備されている。高さ制限は2.2m、シネマ館は2.1m。